# Pirène (nymphe)
Pour l’article ayant un titre homophone, voir Pyrène.
Pour la fontaine, voir Pirène.

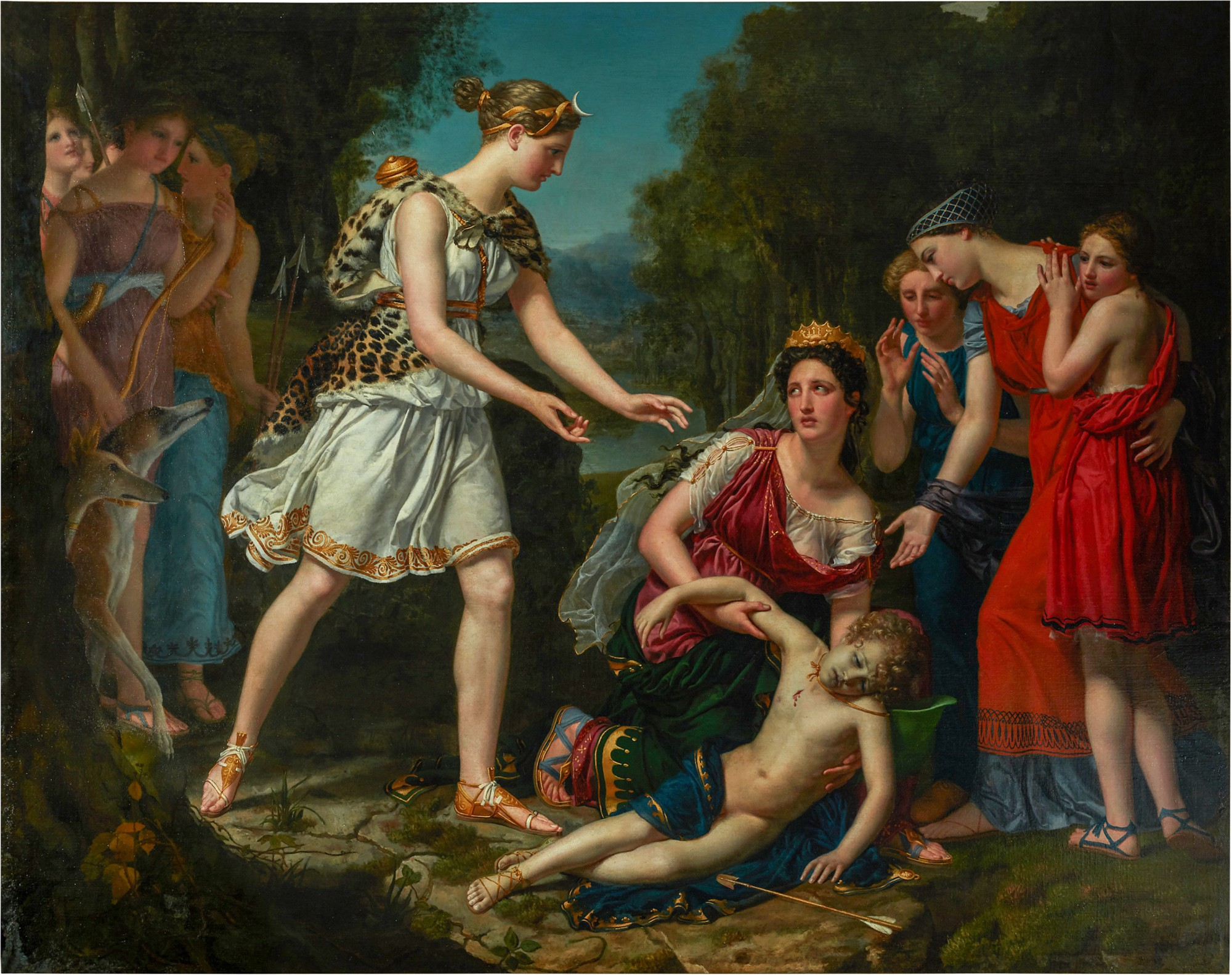
Sophie Rude, La Mort de Cenchirias, fils de Neptune et de la nymphe Peirène, 1821-1823

Pirène ou Peirène (Πειρήνη) est une nymphe de la mythologie grecque. Par Poséidon, elle devint la mère de Léchès et de Kenchrias.

## Famille
Pirène est la fille soit du dieu-fleuve Asopos, du roi laconien Œbale ou du dieu-fleuve Achélôos, selon les sources.
Par Poséidon, elle devint la mère de Léchès et de Kenchrias (parfois écrit Cenchirias en français), les héros éponymes des deux ports de Corinthe, Léchaion et Cenchrées

## Étymologie
Pirène, en grec ancien Πειρήνη, signifie « des osiers ».

## Mythologie et culte

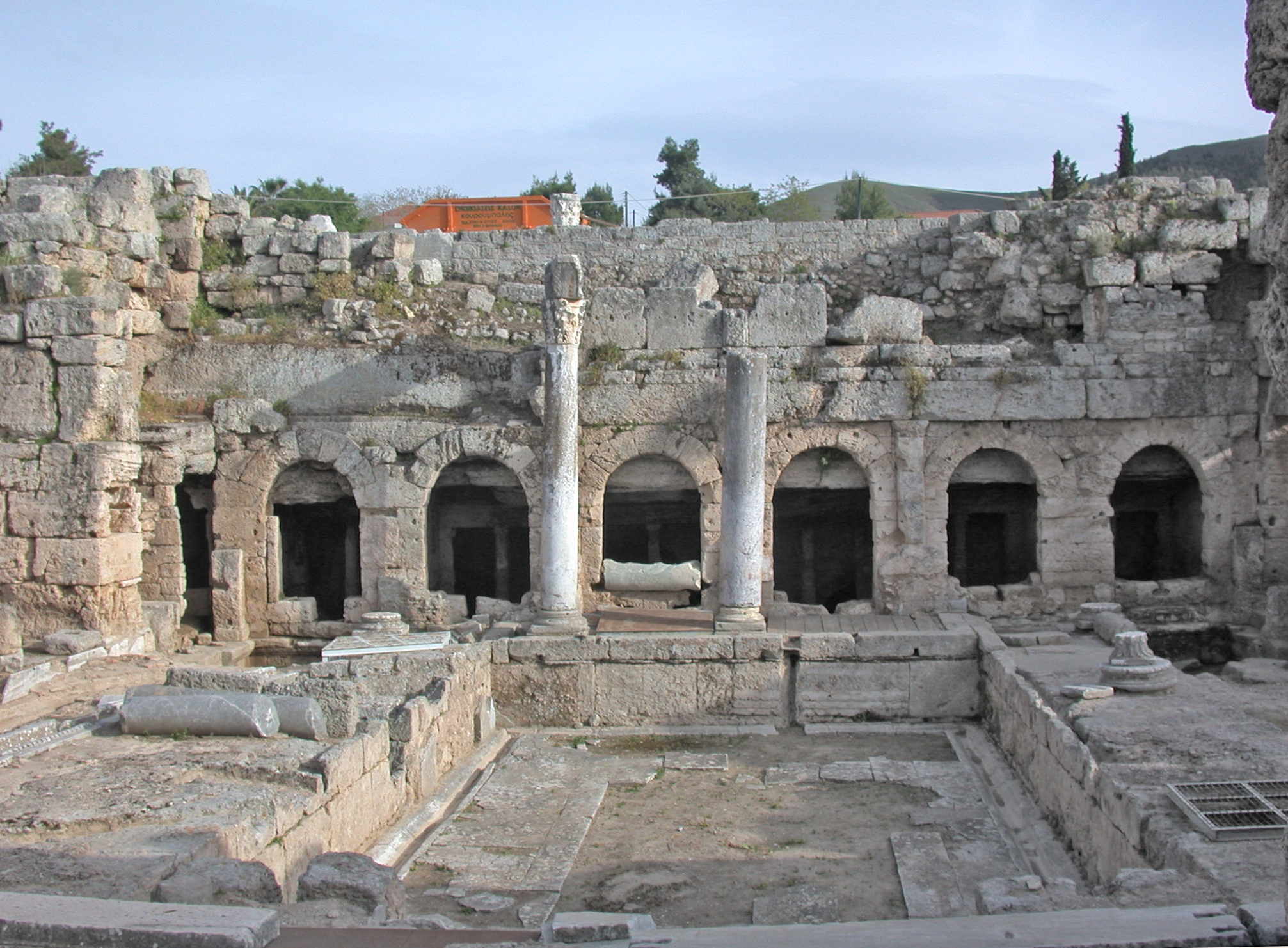
Fontaine de Pirène à Corinthe.

Lorsque son fils Kenchrias fut tué involontairement par Artémis, le chagrin de Pirène fut si profond qu'elle ne devint que larmes et se transforma en la fontaine Pirène à l'extérieur des portes de Corinthe. Les Corinthiens avaient un petit sanctuaire dédié à Pirène près de la fontaine où des gâteaux au miel lui étaient offerts pendant les mois secs du début de l'été.
La fontaine était sacrée pour les Muses et c'est là que Bellérophon trouva Pégase (comme Polyidos l'avait prédit) alors que celui-ci buvait et l'apprivoisa.

## Sources
- Pausanias, Description de la Grèce 3 vols. Leipzig, Teubner. 1903.  Texte en grec accessible sur la Perseus Digital Library.
- Pindare, Odes traduit en anglais par Diane Arnson Svarlien. 1990. Version en ligne sur la Perseus Digital Library.
- Pindare, The Odes of Pindar incluant les principaux fragmentsavec une introduction et une traduction en anglais par Sir John Sandys, Litt.D., FBA. Cambridge, MA., Harvard University Press; London, William Heinemann Ltd. 1937. Texte en grec accessible sur la Perseus Digital Library.